# Gabriela Leon
Gabriela Leon (17 giugno 1999) è un'astista statunitense.

## Biografia
Nel 2022 rappresenta gli Stati Uniti nella gara del salto con l'asta ai campionati mondiali di atletica leggera di Eugene, dove si classifica dodicesima con la misura di 4,30 m. 
Nel 2024 conquista la medaglia di bronzo nel salto con l'asta ai campionati statunitensi assoluti indoor e l'anno successivo riesce a raggiungere la medaglia d'argento nella stessa competizione. Lo stesso anno prende parte ai campionati mondiali indoor di Nanchino 2025, dove conclude la gara in quinta posizione alla misura di 4,60 m, a pari merito con la ceca Amálie Švábíková.

## Progressione

### Salto con l'asta
| Stagione | Misura    | Luogo       | Data      | Rank. Mond. |
| -------- | --------- | ----------- | --------- | ----------- |
| 2025     | 4,66 m(i) | Albuquerque | 15-2-2025 |             |
| 2024     | 4,70 m(i) | Albuquerque | 17-2-2024 |             |
| 2023     | 4,61 m(i) | Birmingham  | 25-2-2023 |             |
| 2022     | 4,61 m    | Louisville  | 30-4-2022 |             |
| 2021     | 4,28 m    | Louisville  | 23-4-2021 |             |
| 2020     | 4,40 m(i) | Notre Dame  | 29-2-2020 |             |
| 2019     | 4,31 m(i) | South Bend  | 19-1-2019 |             |
| 2018     | 4,25 m(i) | Clemson     | 23-2-2018 |             |
| 2017     | 3,92 m(i) | New York    | 12-3-2017 |             |
| 2016     | 3,78 m    | Greensboro  | 18-6-2016 |             |
| 2015     | 3,35 m    | Rockford    | 30-5-2015 |             |

## Palmarès
| Anno | Manifestazione  | Sede     | Evento           | Risultato | Prestazione | Note |
| ---- | --------------- | -------- | ---------------- | --------- | ----------- | ---- |
| 2022 | Mondiali        | Eugene   | Salto con l'asta | 12ª       | 4,30 m      |      |
| 2025 | Mondiali indoor | Nanchino | Salto con l'asta | 5ª        | 4,60 m      |      |

## Campionati nazionali
2018
- 5ª ai campionati statunitensi under 20, salto con l'asta - 4,10 m

2023
- 6ª ai campionati statunitensi assoluti indoor, salto con l'asta - 4,51 m
- 8ª ai campionati statunitensi assoluti, salto con l'asta - 4,36 m

2024
- Bronzo ai campionati statunitensi assoluti indoor, salto con l'asta - 4,70 m

2025
- Argento ai campionati statunitensi assoluti indoor, salto con l'asta - 4,65 m

## Altre competizioni internazionali
2024
- 4ª al Prefontaine Classic ( Eugene), salto con l'asta - 4,43 m
- 9ª all'Herculis ( Monaco), salto con l'asta - 4,46 m

2025
- Bronzo al Meeting international Mohammed VI d'athlétisme de Rabat ( Rabat), salto con l'asta - 4,63 m
- Argento al Golden Gala Pietro Mennea ( Roma), salto con l'asta - 4,65 m